# Ҍ
Ҍ (minuskule ҍ) je písmeno cyrilice. Je používáno pouze v kildinské sámštině. Nazývá se poloměkký znak a označuje palatalizaci předcházející souhlásky d, t a n. Tvarově se podobá staroslověnskému písmenu Ѣ (jat).